# 2011年のマレーシアグランプリ (ロードレース)
2011年のマレーシアグランプリは、ロードレース世界選手権の2011年シーズン第17戦として、10月21日から23日までマレーシアのセパン・インターナショナル・サーキットで開催された。この年のレースでは、MotoGPクラスでマルコ・シモンチェリの事故死という悲劇が起こった。

## 概要

### 125ccクラス
125ccクラスではランキングトップのニコラス・テロルが、2番手のヨハン・ザルコに対し25ポイントのリードを持って今回のグランプリに臨んでおり、ザルコが1ポイントも差を詰められなければテロルのタイトルが確定する状況となっていた。
土曜日の予選では、テロルがシーズン7度目のポールポジションを獲得した。以下フロントロウにはエクトル・ファウベル、サンドロ・コルテセが並んだ。ザルコはセッション序盤に転倒し、マシンを破損。修理に時間を費やすこととなり、終盤に再びコースインしたものの15番手に終わった。
日曜日の決勝レースでは、テロルが5台の集団バトルの主導権を終盤まで握っていた。しかしテロルはファイナルラップにハイサイドを起こして転倒寸前となりコースアウト、大きくタイムをロスして5位に終わった。レースを制したのはマーベリック・ビニャーレス（シーズン3勝目）、僅差の2位にはコルテセが続いた。そして3位には15番グリッドから追い上げを見せたザルコが入った。この結果チャンピオン争いでは、テロルとザルコの差は20ポイントに詰まって最終戦での決着を迎えることとなった。

### Moto2クラス
Moto2クラスでは、金曜朝のフリー走行のセッション開始早々に、局地的に雨が降った第10コーナーでジュール・クルーセル、マルク・マルケス、ブラッドリー・スミスらが次々とクラッシュした。マルケスは全身を強打して金曜・土曜のフリー走行を欠場、スミスは左鎖骨を骨折して全セッション欠場となった。セパンのオーガナイザーは降雨箇所の前でフラッグ（白地に赤のクロス旗）を掲示してライダーに危険を知らせるのを怠ったとして、罰金15,000ユーロが課せられた。
土曜日の予選では、トーマス・ルティが自身クラス初となるポールポジションを獲得。2番グリッドにはポイントリーダーのステファン・ブラドルが、3番手には自身初のフロントロウとなるミケーレ・ピロが続いた。ブラドルを3ポイント差で追うマルケスは決勝出場を目指し、怪我を押して3周のみ走行し36番手のタイムを出した。しかし左目の視力に問題を抱えたまま翌日になっても回復しなかったため、結局決勝レースは欠場となった。
日曜日の決勝では、今回勝てばタイトルが確定するブラドルが序盤からレースをリードする。しかし2番手に付けていたルティが徐々に差を詰めて、17周目にトップに浮上した。18周目にはアクセル・ポンスのクラッシュにより赤旗が掲示され、19周の予定だったレースは17周終了時点をもって成立となった。結果ルティがクラス初優勝、ブラドルは2位に終わり、3位にはポル・エスパルガロが入った。タイトル決定は最終戦に持ち越しとなったものの、ブラドルはマルケスとの差を23ポイントと大きく広げた。

### MotoGPクラス
今回MotoGPクラスでは、前戦で左手薬指に重傷を負ったホルヘ・ロレンソの代役として、ヤマハのテストライダーである中須賀克行が参戦することとなった。またリズラ・スズキチームからはワイルドカード枠でこのシーズン3度目の出場となるジョン・ホプキンスがエントリーした。しかしホプキンスは前回出場した第11戦チェコGPで骨折した右手中指を固定していたボルトとプレートが動いてしまい、金曜のフリー走行を走ったのみで予選・決勝はまたも欠場となってしまった。
土曜日の予選ではダニ・ペドロサがシーズン2度目のポールポジションを獲得。2番手には新チャンピオンのケーシー・ストーナー、3番手にはアンドレア・ドヴィツィオーゾが続き、レプソル・ホンダチームが1997年のオーストラリアGP以来となるフロントロウ独占を果たした。
続いて2列目にはコーリン・エドワーズがヤマハ勢最上位の4番手に入る健闘を見せ、5番手にはマルコ・シモンチェリ、6番手にはニッキー・ヘイデンが続いた。7番手には250ccクラス時代からセパンを得意とする青山博一が入り、自身クラスベストグリッドを記録した。前戦の予選で頭部を強打したベン・スピーズはフリー走行・予選と転倒を繰り返し再び頭部にダメージを負ったため、決勝はまたも欠場となった

#### シモンチェリの死
日曜の現地時刻午後4時、MotoGPクラスの決勝レースは始まった。スタートではレプソル・ホンダの3台がトップ3をキープし、続いてシモンチェリと8番手からスタートしたアルバロ・バウティスタが4位争いを展開していた。
2周目の第11コーナー、シモンチェリが前輪のグリップを失って転倒。コースを横断するようにマシンと共にスライドし、後方を走っていたエドワーズとバレンティーノ・ロッシの進路をふさぐ形となる。2人はシモンチェリを避けきれずに衝突、シモンチェリのヘルメットが衝撃で脱げる大事故となってしまった。即座に赤旗が振られレースは中断となった。
心停止状態に陥ったシモンチェリは救急車で運ばれながら心肺蘇生法を施され、メディカルセンターでクリニカ・モバイルのスタッフらによる治療が尽くされたが、4時56分に死亡が確認された。24歳没。シモンチェリの救命処置に集中するために中断が続いていたレースは、そのまま中止となった。

## Moto2クラス決勝結果
| 順位 | No | ライダー                     | マニュファクチャラー | 周回 | タイム/リタイヤ | グリッド | ポイント |
| ---- | -- | ---------------------------- | -------------------- | ---- | --------------- | -------- | -------- |
| 1    | 12 | トーマス・ルティ             | スッター             | 17   | 36:35.114       | 1        | 25       |
| 2    | 65 | ステファン・ブラドル         | カレックス           | 17   | +0.187          | 2        | 20       |
| 3    | 44 | ポル・エスパルガロ           | FTR                  | 17   | +7.465          | 5        | 16       |
| 4    | 15 | アレックス・デ・アンジェリス | モトビ               | 17   | +9.127          | 11       | 13       |
| 5    | 77 | ドミニク・エガーター         | スッター             | 17   | +11.494         | 20       | 11       |
| 6    | 36 | ミカ・カリオ                 | スッター             | 17   | +11.903         | 7        | 10       |
| 7    | 51 | ミケーレ・ピロ               | モリワキ             | 17   | +12.568         | 3        | 9        |
| 8    | 40 | アレックス・エスパルガロ     | ポンス カレックス    | 17   | +12.963         | 6        | 8        |
| 9    | 29 | アンドレア・イアンノーネ     | スッター             | 17   | +14.098         | 13       | 7        |
| 10   | 45 | スコット・レディング         | スッター             | 17   | +16.697         | 9        | 6        |
| 11   | 34 | エステベ・ラバト             | FTR                  | 17   | +19.568         | 12       | 5        |
| 12   | 54 | ケナン・ソフォーグル         | スッター             | 17   | +24.885         | 19       | 4        |
| 13   | 16 | ジュール・クルーセル         | スッター             | 17   | +25.345         | 18       | 3        |
| 14   | 63 | マイク・ディ・メッリオ       | テック3              | 17   | +26.696         | 17       | 2        |
| 15   | 19 | ザビエル・シメオン           | テック3              | 17   | +32.806         | 23       | 1        |
| 16   | 6  | ホアン・オリベ               | FTR                  | 17   | +36.497         | 21       |          |
| 17   | 18 | ジョルディ・トーレス         | スッター             | 17   | +40.569         | 27       |          |
| 18   | 87 | Mohamad Zamri Baba           | モリワキ             | 17   | +56.756         | 28       |          |
| 19   | 20 | Iván Moreno                  | スッター             | 17   | +1:05.966       | 32       |          |
| 20   | 86 | Hafizh Syahrin               | モリワキ             | 17   | +1:06.110       | 34       |          |
| 21   | 4  | ランディ・クルメナッハ       | カレックス           | 17   | +1:17.083       | 29       |          |
| 22   | 39 | ロベルティーノ・ピエトリ     | スッター             | 17   | +1:19.415       | 31       |          |
| 23   | 95 | マシェル・アル・ナイミ       | モリワキ             | 16   | +1 lap          | 35       |          |
| NC   | 80 | アクセル・ポンス             | ポンス カレックス    | 17   | +32.9791        | 25       |          |
| NC   | 9  | ケニー・ノエス               | FTR                  | 17   | +33.1791        | 30       |          |
| Ret  | 35 | ラファエレ・デ・ロサ         | スッター             | 12   | 棄権            | 22       |          |
| Ret  | 75 | マティア・パシーニ           | FTR                  | 8    | アクシデント    | 10       |          |
| Ret  | 64 | サンティアゴ・エルナンデス   | FTR                  | 7    | アクシデント    | 26       |          |
| Ret  | 23 | アピワット・ウォンタナオン   | FTR                  | 7    | 棄権            | 36       |          |
| Ret  | 53 | バレンティン・デビーズ       | FTR                  | 6    | 棄権            | 24       |          |
| Ret  | 72 | 高橋裕紀                     | モリワキ             | 5    | 棄権            | 4        |          |
| Ret  | 71 | クラウディオ・コルティ       | スッター             | 3    | 衝突            | 8        |          |
| Ret  | 3  | シモーネ・コルシ             | FTR                  | 3    | 衝突            | 14       |          |
| Ret  | 13 | アンソニー・ウエスト         | MZ-RE ホンダ         | 1    | 衝突            | 16       |          |
| Ret  | 76 | マックス・ノイキルヒナー     | MZ-RE ホンダ         | 1    | 衝突            | 15       |          |
| DSQ  | 68 | ヨニー・エルナンデス         | FTR                  | 8    | 失格            | 33       |          |
| DNS  | 93 | マルク・マルケス             | スッター             |      | 負傷            |          |          |
| DNS  | 88 | リカルド・カルダス           | モリワキ             |      | 負傷            |          |          |
| DNQ  | 38 | ブラッドリー・スミス         | テック3              |      | 負傷            |          |          |

注釈
- ^1 – アクセル・ポンスとケニー・ノエスは赤旗掲示後5分以内にピットレーンに戻ってこれなかったため、レギュレーションにより非完走扱いとなった[20]。

## 125ccクラス決勝結果
| 順位 | No | ライダー                     | マニュファクチャラー | 周回 | タイム/リタイヤ | グリッド | ポイント |
| ---- | -- | ---------------------------- | -------------------- | ---- | --------------- | -------- | -------- |
| 1    | 25 | マーベリック・ビニャーレス   | アプリリア           | 18   | 40:34.280       | 7        | 25       |
| 2    | 11 | サンドロ・コルテセ           | アプリリア           | 18   | +0.354          | 3        | 20       |
| 3    | 5  | ヨハン・ザルコ               | デルビ               | 18   | +2.455          | 15       | 16       |
| 4    | 55 | エクトル・ファウベル         | アプリリア           | 18   | +2.921          | 2        | 13       |
| 5    | 18 | ニコラス・テロル             | アプリリア           | 18   | +10.049         | 1        | 11       |
| 6    | 94 | ジョナス・フォルガー         | アプリリア           | 18   | +17.964         | 6        | 10       |
| 7    | 63 | ズルファミ・カイルディン     | デルビ               | 18   | +38.706         | 13       | 9        |
| 8    | 84 | ヤコブ・コーンフェール       | アプリリア           | 18   | +39.099         | 11       | 8        |
| 9    | 23 | アルベルト・モンカヨ         | アプリリア           | 18   | +39.223         | 8        | 7        |
| 10   | 52 | ダニー・ケント               | アプリリア           | 18   | +40.237         | 10       | 6        |
| 11   | 7  | エフレン・バスケス           | デルビ               | 18   | +54.806         | 4        | 5        |
| 12   | 10 | アレクシ・マスボー           | KTM                  | 18   | +1:07.891       | 14       | 4        |
| 13   | 99 | ダニー・ウェブ               | マヒンドラ           | 18   | +1:07.907       | 12       | 3        |
| 14   | 28 | ジュゼップ・ロドリゲス       | アプリリア           | 18   | +1:08.099       | 24       | 2        |
| 15   | 19 | アレッサンドロ・トヌッチ     | アプリリア           | 18   | +1:08.156       | 21       | 1        |
| 16   | 8  | ジャック・ミラー             | KTM                  | 18   | +1:15.230       | 26       |          |
| 17   | 30 | ジュリアン・ペドーネ         | アプリリア           | 18   | +1:18.703       | 18       |          |
| 18   | 96 | ルイ・ロッシ                 | アプリリア           | 18   | +1:18.913       | 17       |          |
| 19   | 50 | ストゥーラ・ファーガーハウグ | アプリリア           | 18   | +1:30.270       | 28       |          |
| 20   | 32 | アーサー・シシス             | アプリリア           | 18   | +1:31.810       | 30       |          |
| 21   | 17 | テイラー・マッケンジー       | アプリリア           | 18   | +1:33.250       | 22       |          |
| 22   | 60 | マヌエル・タタショア         | アプリリア           | 18   | +1:50.690       | 29       |          |
| 23   | 40 | Marco Colandrea              | アプリリア           | 18   | +2:02.252       | 32       |          |
| 24   | 64 | Farid Badrul                 | デルビ               | 18   | +2:16.968       | 31       |          |
| Ret  | 14 | ブラッド・ビンダー           | アプリリア           | 16   | 棄権            | 27       |          |
| Ret  | 26 | アドリアン・マルティン       | アプリリア           | 10   | 棄権            | 9        |          |
| Ret  | 3  | ルイジ・モルシアーノ         | アプリリア           | 8    | 衝突            | 25       |          |
| Ret  | 21 | ハリー・スタフォード         | アプリリア           | 8    | 衝突            | 19       |          |
| Ret  | 77 | マルセル・シュロッター       | マヒンドラ           | 5    | アクシデント    | 16       |          |
| Ret  | 39 | ルイス・サロム               | アプリリア           | 0    | 衝突            | 5        |          |
| Ret  | 53 | ジャスパー・イウェマ         | アプリリア           | 0    | 衝突            | 20       |          |
| Ret  | 36 | ホアン・ペレロ               | アプリリア           | 0    | 衝突            | 23       |          |